# Settimana Internazionale di Coppi e Bartali 2005
La Settimana Internazionale di Coppi e Bartali 2005, ventesima edizione della corsa e quinta con questa denominazione, valida come evento del circuito UCI Europe Tour 2005 categoria 2.1, si svolse in Emilia-Romagna su quattro tappe più due semitappe dal 22 al 26 marzo 2005 da Riccione a Sassuolo, su un percorso totale di circa 820,9 km. Fu vinto dall'italiano Franco Pellizotti che terminò la gara con il tempo di 21 ore 21 minuti e 32 secondi, alla media di 38,43 km/h.
Partenza da Riccione con 157 ciclisti, dei quali 80 tagliarono il traguardo di Sassuolo.

## Tappe
| Tappa  | Data     | Percorso                                              | km    | Vincitore di tappa  | Leader cl. generale |
| ------ | -------- | ----------------------------------------------------- | ----- | ------------------- | ------------------- |
| 1ª-1ª  | 22 marzo | Riccione > Riccione                                   | 95,2  | Guillermo Bongiorno | Guillermo Bongiorno |
| 1ª-2ª  | 22 marzo | Misano Adriatico > Misano Adriatico (cron. a squadre) | 12    | Fassa Bortolo       | Francesco Chicchi   |
| 2ª     | 23 marzo | Riccione > Faenza                                     | 211,9 | Franco Pellizotti   | Franco Pellizotti   |
| 3ª     | 24 marzo | Finale Emilia > Finale Emilia                         | 184,1 | Danilo Napolitano   | Franco Pellizotti   |
| 4ª     | 25 marzo | Fiorano Modenese > Serramazzoni                       | 152,4 | Kim Kirchen         | Franco Pellizotti   |
| 5ª     | 26 marzo | Castellarano > Sassuolo                               | 170,3 | Elio Aggiano        | Franco Pellizotti   |
| Totale | Totale   | Totale                                                | 826,2 |                     |                     |

## Squadre e corridori partecipanti
| N.    | Cod. | Squadra                    |
| ----- | ---- | -------------------------- |
| 1-8   | LAM  | Lampre-Caffita             |
| 11-18 | FAS  | Fassa Bortolo              |
| 21-28 | SDM  | Domina Vacanze             |
| 31-38 | QST  | Quick Step-Innergetic      |
| 41-48 | GST  | Gerolsteiner               |
| 51-58 | LIQ  | Liquigas-Bianchi           |
| 61-68 | DVL  | Davitamon-Lotto            |
| 71-78 | PAN  | Ceramiche Panaria-Navigare |
| 81-88 | TBL  | Team Barloworld-Valsir     |
| 91-98 | ASA  | Acqua & Sapone-Adria Mobil |

| N.      | Cod. | Squadra                          |
| ------- | ---- | -------------------------------- |
| 101-108 | ZVZ  | eD'System-ZVVZ                   |
| 111-118 | MIE  | Miche                            |
| 121-128 | CLM  | Colombia-Selle Italia            |
| 131-138 | TEN  | Tenax-Nobili Rubinetterie        |
| 141-148 | NIC  | Navigators Insurance Cycling T.  |
| 151-158 | NSM  | Naturino-Sapore di Mare          |
| 161-168 | LPR  | LPR                              |
| 171-178 | AMO  | Amore & Vita-Beretta-Polska      |
| 181-188 | CER  | Ceramica Flaminia                |
| 191-198 | AGC  | Androni-Giocattoli 3C Casalinghi |

## Dettagli delle tappe

### 1ª tappa-1ª semitappa
- 22 marzo: Riccione > Riccione – 95,2 km

Risultati
| Pos. | Corridore           | Squadra        | Tempo    |
| ---- | ------------------- | -------------- | -------- |
| 1    | Guillermo Bongiorno | Panaria-Navig. | 2h16'23" |
| 2    | Francesco Chicchi   | Fassa Bortolo  | s.t.     |
| 3    | Danilo Napolitano   | LPR-Piacenza   | s.t.     |

| Pos. | Corridore           | Squadra        | Tempo    |
| ---- | ------------------- | -------------- | -------- |
| 1    | Guillermo Bongiorno | Panaria-Navig. | 2h16'17" |
| 2    | Francesco Chicchi   | Fassa Bortolo  | a 2"     |
| 3    | Danilo Napolitano   | LPR-Piacenza   | a 4"     |

### 1ª tappa-2ª semitappa
- 22 marzo: Misano Adriatico > Misano Adriatico – Cronometro a squadre - 12 km

Risultati
| Pos. | Squadra                           | Tempo  |
| ---- | --------------------------------- | ------ |
| 1    | Fassa Bortolo                     | 13'44" |
| 2    | Liquigas-Bianchi                  | a 6"   |
| 3    | Navigators Insurance Cycling Team | a 17"  |

| Pos. | Corridore         | Squadra       | Tempo    |
| ---- | ----------------- | ------------- | -------- |
| 1    | Francesco Chicchi | Fassa Bortolo | 2h30'03" |
| 2    | Marco Velo        | Fassa Bortolo | a 4"     |
| 3    | Kim Kirchen       | Fassa Bortolo | s.t.     |

### 2ª tappa
- 23 marzo: Riccione > Faenza – 211,9 km

Risultati
| Pos. | Corridore            | Squadra        | Tempo    |
| ---- | -------------------- | -------------- | -------- |
| 1    | Franco Pellizotti    | Liquigas       | 5h23'39" |
| 2    | Luca Mazzanti        | Panaria-Navig. | s.t.     |
| 3    | Francesco Casagrande | Naturino       | s.t.     |

| Pos. | Corridore         | Squadra        | Tempo    |
| ---- | ----------------- | -------------- | -------- |
| 1    | Franco Pellizotti | Liquigas       | 7h53'42" |
| 2    | Mauro Facci       | Fassa Bortolo  | a 4"     |
| 3    | Luca Mazzanti     | Panaria-Navig. | a 24"    |

### 3ª tappa
- 24 marzo: Finale Emilia > Finale Emilia – 184,1 km

Risultati
| Pos. | Corridore           | Squadra        | Tempo    |
| ---- | ------------------- | -------------- | -------- |
| 1    | Danilo Napolitano   | LPR-Piacenza   | 4h37'05" |
| 2    | Francesco Chicchi   | Fassa Bortolo  | s.t.     |
| 3    | Guillermo Bongiorno | Panaria-Navig. | s.t.     |

| Pos. | Corridore         | Squadra        | Tempo     |
| ---- | ----------------- | -------------- | --------- |
| 1    | Franco Pellizotti | Liquigas       | 12h30'47" |
| 2    | Mauro Facci       | Fassa Bortolo  | a 4"      |
| 3    | Luca Mazzanti     | Panaria-Navig. | a 24"     |

### 4ª tappa
- 25 marzo: Fiorano Modenese > Serramazzoni – 152,4 km

Risultati
| Pos. | Corridore         | Squadra        | Tempo    |
| ---- | ----------------- | -------------- | -------- |
| 1    | Kim Kirchen       | Fassa Bortolo  | 4h30'38" |
| 2    | Franco Pellizotti | Liquigas       | s.t.     |
| 3    | Damiano Cunego    | Lampre-Caffita | s.t.     |

| Pos. | Corridore         | Squadra        | Tempo     |
| ---- | ----------------- | -------------- | --------- |
| 1    | Franco Pellizotti | Liquigas       | 17h01'19" |
| 2    | Mauro Facci       | Fassa Bortolo  | a 10"     |
| 3    | Damiano Cunego    | Lampre-Caffita | a 28"     |

### 5ª tappa
- 26 marzo: Castellarano > Sassuolo – 170,3 km

Risultati
| Pos. | Corridore           | Squadra      | Tempo    |
| ---- | ------------------- | ------------ | -------- |
| 1    | Elio Aggiano        | LPR-Piacenza | 4h14'32" |
| 2    | Aljaksandr Kučynski | Amore & Vita | a 3"     |
| 3    | Marco Serpellini    | Gerolsteiner | s.t.     |

| Pos. | Corridore         | Squadra        | Tempo     |
| ---- | ----------------- | -------------- | --------- |
| 1    | Franco Pellizotti | Liquigas       | 21h21'32" |
| 2    | Mauro Facci       | Fassa Bortolo  | a 12"     |
| 3    | Damiano Cunego    | Lampre-Caffita | a 28"     |

## Classifiche finali

### Classifica generale
| Pos. | Corridore            | Squadra        | Tempo     |
| ---- | -------------------- | -------------- | --------- |
| 1    | Franco Pellizotti    | Liquigas       | 21h21'32" |
| 2    | Mauro Facci          | Fassa Bortolo  | a 12"     |
| 3    | Damiano Cunego       | Lampre-Caffita | a 28"     |
| 4    | Luca Mazzanti        | Panaria-Navig. | a 32"     |
| 5    | Francesco Casagrande | Naturino       | a 36"     |
| 6    | Paolo Tiralongo      | Panaria-Navig. | a 38"     |
| 7    | Kim Kirchen          | Fassa Bortolo  | a 53"     |
| 8    | Massimo Codol        | Fassa Bortolo  | a 1'03"   |
| 9    | Michael Rogers       | Quick Step     | a 1'21"   |
| 10   | Patrik Sinkewitz     | Quick Step     | s.t.      |

### Classifica a punti
| Pos. | Corridore         | Squadra        | Punti |
| ---- | ----------------- | -------------- | ----- |
| 1    | Franco Pellizotti | Liquigas       | 18    |
| 2    | Luca Mazzanti     | Panaria-Navig. | 13    |
| 3    | Kim Kirchen       | Fassa Bortolo  | 10    |
| 4    | Elio Aggiano      | LPR-Piacenza   | 10    |
| 5    | Damiano Cunego    | Lampre-Caffita | 10    |

### Classifica scalatori
| Pos. | Corridore        | Squadra        | Punti |
| ---- | ---------------- | -------------- | ----- |
| 1    | Dmitrij Konyšev  | LPR-Piacenza   | 13    |
| 2    | Massimo Iannetti | Naturino       | 8     |
| 3    | Marco Serpellini | Gerolsteiner   | 6     |
| 4    | Damiano Cunego   | Lampre-Caffita | 5     |
| 5    | Bo Hamburger     | Acqua & Sap.   | 5     |

### Classifica giovani
| Pos. | Corridore          | Squadra        | Tempo     |
| ---- | ------------------ | -------------- | --------- |
| 1    | Mauro Facci        | Fassa Bortolo  | 21h21'44" |
| 2    | Domenico Pozzovivo | Panaria-Navig. | a 1'33"   |
| 3    | Vincenzo Nibali    | Fassa Bortolo  | a 2'22"   |
| 4    | Preben Van Hecke   | Davitamon      | a 4'20"   |
| 5    | Kanstancin Siŭcoŭ  | Fassa Bortolo  | a 11'01"  |

### Classifica a squadre
| Pos. | Squadra                 | Tempo     |
| ---- | ----------------------- | --------- |
| 1    | Fassa Bortolo           | 64h06'54" |
| 2    | Panaria-Navigare        | a 38"     |
| 3    | Liquigas-Bianchi        | a 1'10"   |
| 4    | Naturino-Sapore di Mare | a 6'10"   |
| 5    | Davitamon-Lotto         | a 6'59"   |